# Major League Lacrosse
Die Major League Lacrosse war eine semi-professionelle Männer-Lacrosse-Liga in den Vereinigten Staaten.
Die Liga bestand zuletzt aus neun US-amerikanischen Franchises. Von 2009 bis 2013 war ein kanadisches Team mit den Toronto Nationals bzw. Hamilton Nationals vertreten. Am 16. Dezember 2020 fusionierte die Liga mit der Premier Lacrosse League. Die Boston Cannons sind das einzige Team, welches in der Premier Lacrosse League als Cannons Lacrosse Club weiterspielt.

## Geschichte
Die MLL begann mit ihrem Spielbetrieb im Juni 2001. Sie wurde von Jake Steinfeld, Dave Morrow und Tim Robertson 1999 gegründet.
Die Saison ging von April bis August. Es wurde nicht nach den üblichen Regel gespielt; die zusätzlichen Regeln lauteten:
- Zwei-Punkte-Tor: Ein Tor, welches hinter der Zwei-Punkte-Torlinie (16 Yards vom jeweiligen Tor entfernt) geschossen wurde, zählte doppelt
- 60-Sekunden-Torschuss: Wenn die Mannschaft, die im Ballbesitz war, nach 60 Sekunden kein Torschuss gemacht hatte, wechselt der Ball das Team
- Es durften sich nur drei Longsticks pro Team auf dem Spielfeld befinden (Vier ab 2009).

Die Liga wurde auf dem US-amerikanischen Sportsender ESPN 2 übertragen. Am 14. März 2007 wurde der Vertrag unterzeichnet, der vorsieht, dass der Sender die Partien der MLL vorerst bis 2016 übertrug.
Da es sich hierbei um eine semi-professionelle Liga handelt, verdienten die Spieler zwischen 10.000 und 25.000 US-Dollar. Aus diesem Grund hatten die meisten Spieler noch eine zusätzliche Arbeitsstelle.

## Teams
| Team                  | Stadt/Bundesstaat          | Aktive Jahre |
| --------------------- | -------------------------- | ------------ |
| Atlanta Blaze         | Kennesaw, Georgia          | 2016–2020    |
| Boston Cannons        | Foxborough, Massachusetts  | 2001–2020    |
| Charlotte Hounds      | Charlotte, North Carolina  | 2012–2020    |
| Chesapeake Bayhawks   | Annapolis, Maryland        | 2001–2020    |
| Dallas Rattlers       | Dallas, Texas              | 2018–2020    |
| Denver Outlaws        | Denver, Colorado           | 2006–2020    |
| Florida Launch        | Boca Raton, Florida        | 2014–2019    |
| New York Lizards      | Hempstead, New York        | 2001–2020    |
| Ohio Machine          | Delaware, Ohio             | 2012–2019    |
| Philadelphia Barrage  | Philadelphia, Pennsylvania | 2001–2008    |
| New Jersey Pride      | Piscataway, New Jersey     | 2001–2008    |
| Los Angeles Riptide   | Carson, Kalifornien        | 2006–2008    |
| San Francisco Dragons | San José, Kalifornien      | 2006–2008    |
| Chicago Machine       | Chicago, Illinois          | 2006–2010    |
| Hamilton Nationals    | Hamilton, Ontario          | 2009–2013    |

## Finalspiele um den Steinfeld Cup
| Jahr | Meister              | Ergebnis    | Vize-Meister        | Spielstätte                        | Ort                        | MVP des Finals               |
| ---- | -------------------- | ----------- | ------------------- | ---------------------------------- | -------------------------- | ---------------------------- |
| 2001 | Long Island Lizards  | 15:11       | Baltimore Bayhawks  | Kennedy Stadium                    | Bridgeport, Connecticut    | Paul Gait (Long Island)      |
| 2002 | Baltimore Bayhawks   | 21:13       | Long Island Lizards | Columbus Crew Stadium              | Columbus, Ohio             | Mark Millon (Baltimore)      |
| 2003 | Long Island Lizards  | 15:14 n. V. | Baltimore Bayhawks  | Villanova Stadium                  | Villanova, Pennsylvania    | Kevin Lowe (Long Island)     |
| 2004 | Philadelphia Barrage | 13:11       | Boston Cannons      | Nickerson Field                    | Boston, Massachusetts      | Greg Cattrano (Philadelphia) |
| 2005 | Baltimore Bayhawks   | 15:9        | Long Island Lizards | Nickerson Field                    | Boston, Massachusetts      | Gary Gait (Baltimore)        |
| 2006 | Philadelphia Barrage | 23:12       | Denver Outlaws      | Home Depot Center                  | Carson, Kalifornien        | Roy Colsey (Philadelphia)    |
| 2007 | Philadelphia Barrage | 16:13       | Los Angeles Riptide | PAETEC Park                        | Rochester, New York        | Matt Striebel (Philadelphia) |
| 2008 | Rochester Rattlers   | 16:6        | Denver Outlaws      | Harvard Stadium                    | Boston, Massachusetts      | Joe Walters (Rochester)      |
| 2009 | Toronto Nationals    | 10:9        | Denver Outlaws      | Navy-Marine Corps Memorial Stadium | Annapolis, Maryland        | Merrick Thomson (Toronto)    |
| 2010 | Chesapeake Bayhawks  | 13:9        | Long Island Lizards | Navy-Marine Corps Memorial Stadium | Annapolis, Maryland        | Kyle Hartzell (Chesapeake)   |
| 2011 | Boston Cannons       | 10:9        | Hamilton Nationals  | Navy-Marine Corps Memorial Stadium | Annapolis, Maryland        | Jordan Burke (Boston)        |
| 2012 | Chesapeake Bayhawks  | 16:6        | Denver Outlaws      | Harvard Stadium                    | Boston, Massachusetts      | Ben Rubeor (Chesapeake)      |
| 2013 | Chesapeake Bayhawks  | 10:9        | Charlotte Hounds    | PPL Park                           | Chester, Pennsylvania      | John Grant, Jr. (Chesapeake) |
| 2014 | Denver Outlaws       | 12:11       | Rochester Rattlers  | Fifth Third Bank Stadium           | Kennesaw, Georgia          | John Grant, Jr. (Denver)     |
| 2015 | New York Lizards     | 15:12       | Rochester Rattlers  | Fifth Third Bank Stadium           | Kennesaw, Georgia          | Paul Rabil (New York)        |
| 2016 | Denver Outlaws       | 19:18       | Ohio Machine        | Fifth Third Bank Stadium           | Kennesaw, Georgia          | Eric Law (Denver)            |
| 2017 | Ohio Machine         | 17:12       | Denver Outlaws      | The Ford Center at The Star        | Frisco, Texas              | Eric Law (Denver)            |
| 2018 | Denver Outlaws       | 16:12       | Dallas Rattlers     | MUSC Health Stadium                | Charleston, South Carolina | Matt Kavanagh (Denver)       |
| 2019 | Chesapeake Bayhawks  | 10:9        | Denver Outlaws      | Dick’s Sporting Goods Park         | Denver, Colorado           | Steele Stanwick (Chesapeake) |
| 2020 | Boston Cannons       | 13:10       | Denver Outlaws      | Navy-Marine Corps Memorial Stadium | Annapolis, Maryland        | nicht vergeben               |

## Titel nach Teams
| Team                 | Titel | Finalist | Teilnahmen | Jahre                              |
| -------------------- | ----- | -------- | ---------- | ---------------------------------- |
| Chesapeake Bayhawks  | 6     | 2        | 8          | 2002, 2005, 2010, 2012, 2013, 2019 |
| New York Lizards     | 3     | 3        | 6          | 2001, 2003, 2015                   |
| Philadelphia Barrage | 3     | 0        | 3          | 2004, 2006, 2007                   |
| Denver Outlaws       | 2     | 6        | 8          | 2014, 2018                         |
| Boston Cannons       | 2     | 1        | 3          | 2011, 2020                         |
| Rochester Rattlers   | 1     | 2        | 3          | 2008                               |
| Ohio Machine         | 1     | 2        | 2          | 2016, 2017                         |
| Hamilton Nationals   | 1     | 1        | 2          | 2009                               |
| Los Angeles Riptide  | 0     | 1        | 1          |                                    |
| Charlotte Hounds     | 0     | 1        | 1          |                                    |
| Dallas Rattlers      | 0     | 1        | 1          |                                    |

## Ligabeauftragte
| Name         | Amtsjahre | Titel                   |
| ------------ | --------- | ----------------------- |
| Gabby Roe    | 1999–2002 | Executive Director      |
| Matthew Pace | 2002–2003 | Executive Director      |
| David Gross  | 2003–2004 | Chief Operating Officer |
| David Gross  | ab 2004   | Commissioner            |

## Ligabüro
| Jahre     | Stadt                       |
| --------- | --------------------------- |
| 1999–2001 | East Rutherford, New Jersey |
| 2001–2004 | Secaucus, New Jersey        |
| ab 2004   | Boston, Massachusetts       |